# Molnár János (jezsuita tanár, 1728–1804)
Molnár János (Csécsény, Győr vármegye, 1728. június 13. (keresztelték) – Szepesváralja, 1804. február 15.) bölcseleti és teológiai doktor, Jézus-társasági áldozópap és tanár, később apát, költő, író, szerkesztő, a magyar nyelvű ismeretterjesztő irodalom jeles egyénisége.

## Életútja
Csécsényben született, ahol apja Szabó György molnármester volt és ezért közönségesen Molnárnak hívták, s e név maradt a fiúra is. Édesanyját korán elvesztette és atyja Győrbe küldte parvistának; onnan Pozsonyba került; mindkét helyen a jezsuiták vezetése alatt végezte a gimnázium négy alsó osztályát 17 éves koráig. 1745. október 15-én lépett a rendbe és Bécsbe küldték, ahol két próbaévet töltött: azután Szakolcán tanulta a retorikát és poétikát, míg a filozófiára Grazba küldték; innen Kassára került, ahol a teológiát tanulta; nemsokára azonban tanítania is kellett: Sárospatakon, Kassán, Esztergomban, Budán és Nagyszombatban. 1756-ban ismét Grazba küldték, hogy teológiai tanulmányait befejezze; négy évet töltött itt és a régiségek búvárlásába is belemerült. 1759-ben szentelték pappá Nagyszombatban.
Tanulóévei alatt elsajátította a német és francia nyelvet, az ógörögön (melyben rendkívül jártas volt, és a zsidón kívül). Az iskola tárgyait is mind kiváló kedvvel tanulta; feljegyezték róla, hogy kedves tanulmányai voltak a költészet, a szónoklat, történet, természettan, bölcselet és teológia. 1759-ben elfoglalta a tanári katedrát Nagyszombatban, ahol 1767-ig tanította az etikát, ékesszólástant és bölcseletet; 1769-ben Kolozsváron, majd 1772-ig a teológiát Győrben, azután Budán és újra Győrött adta elő. 1773-ban Patachich Ádám püspök elkérte rendjétől, mire Nagyváradon teológus és könyvtárnok volt, a rend feloszlatása után 1774-ben Győr megyében születése helyén lelkészkedett. 1776-ban a budai akadémia igazgatójává nevezték ki; 1777-ben pedig, midőn az egyetemet áthelyezték Nagyszombatból Budára, királyi tanácsossá és az egyetemi tanács assessorává és egyidejűleg kinevezték szombathelyi kanonokká, 1780-ban bélakuti apáttá. 1764-től 1784-ig működött mint tanár és sokféle tudományt tanított; legkivált filozófiát, teológiát és a latin meg a görög nyelvet; behatóan foglalkozott azonban a fizikával is.
Mint tanárt rendkívül dicséri Ürményi József, aki tanítványa volt és kiemeli, hogy mindenkor a jeles tanító mintaképe volt. 1784-ben II. József császár kinevezte szepesi kanonokká. Húsz évet töltött itt elvonulva, csendes, de folytonos munkában. A szepesi káptalan irattárában található feljegyzések szerint minden idejét, mely a kar-ima és más kötelességei elvégzése után maradt, könyvolvasással és írással töltötte. 1787-ben Kazinczy Ferenc is meglátogatta. Életének végén aggkora mellett, súlyosabb mellbaj is gyötörte és öt napi betegség után 1804. február 15-én Szepesváralján meghalt. A szegények iránt jótékony és bőkezű volt, mindazonáltal pénzének legnagyobb részét a tudományokra fordította; műveit többnyire saját költségén adta ki. Az a különös szokása volt, hogy minden társaságtól elvonultan otthon tartózkodott. Kazinczy is megjegyzi róla, hogy «igen nyájas, de sohasem nevet». A Tudományos Gyűjtemény szerint öt és fél lábnyi magas (168 cm), inkább sovány, mint hízott, barna hajú ember volt. Mindig komoly, de nem mogorva, tekintete nyílt és élénk, társalgása nyájas volt.

## Munkássága
Költeményei a Magyar Hírmondóban (1780. 9. sz.), az Orpheusban (1790) jelentek meg. 1783-ban megindította Pozsonyban Magyar Könyvesház című magyar nyelvű folyóiratát, amely mintegy átmenetet képez a hírlaptól a revü felé, valójában ismeretterjesztő irodalmi folyóirat akárcsak Péczeli József Mindenes Gyűjteménye. 1793-ban indította újra Pesten a Magyar Könyvesházat, amely 1804-ig élt. Nagy érdeme e kiadványnak, hogy benne a szerkesztő és szerző Molnár János tudományos könyveket ismertetett, természettudományi ismereteket adott közre és elismert írókat méltatott.
A magyar nyelvű ismeretterjesztő irodalom terén további jeles munkák fűződnek nevéhez, ő írta meg az első magyar nyelvű művészettörténetet, A' régi jeles épületekről kilentz könyvei (Nagyszombat, 1760, 650 o.) címűt. Természettudományos ismeretterjesztő irodalmat és katolikus egyháztörténetet  is adott közre. Népművelő, moralizáló célzattal írta meg bibliai összefoglalóját és Pásztor-ember, avagy a' pásztorok tanításáról két könyv című munkáit.
Az 1750-es években Molnár János kassai akadémiai dékánsága alatt az egyik jeles vita a régi (ókori) és az új írók értékeiről szólt, amely egyben a korabeli közeli múltban lezajlott európai polémiához kapcsolódott Később Molnár János De ratione critica legendi libros moderni temporis sine iactvra religionis, et veritatis, libri duo (Posonii & Cassoviae : impensis Ioan. Michaelis Landerer, 1776. 296 p.) című köteteiben Voltaire, Rousseau, Montesquieu műveivel, eszméivel vitázik, velük szemben védi a római katolikus hitet. A hagyományos latin és német nyelvű egyháztörténeti- és hitvitázó munkái mellett fordított az Iliászból is, ennek révén ő a magyar időmértékes verselés meghonosítóinak egyike.

## Műveinek listája

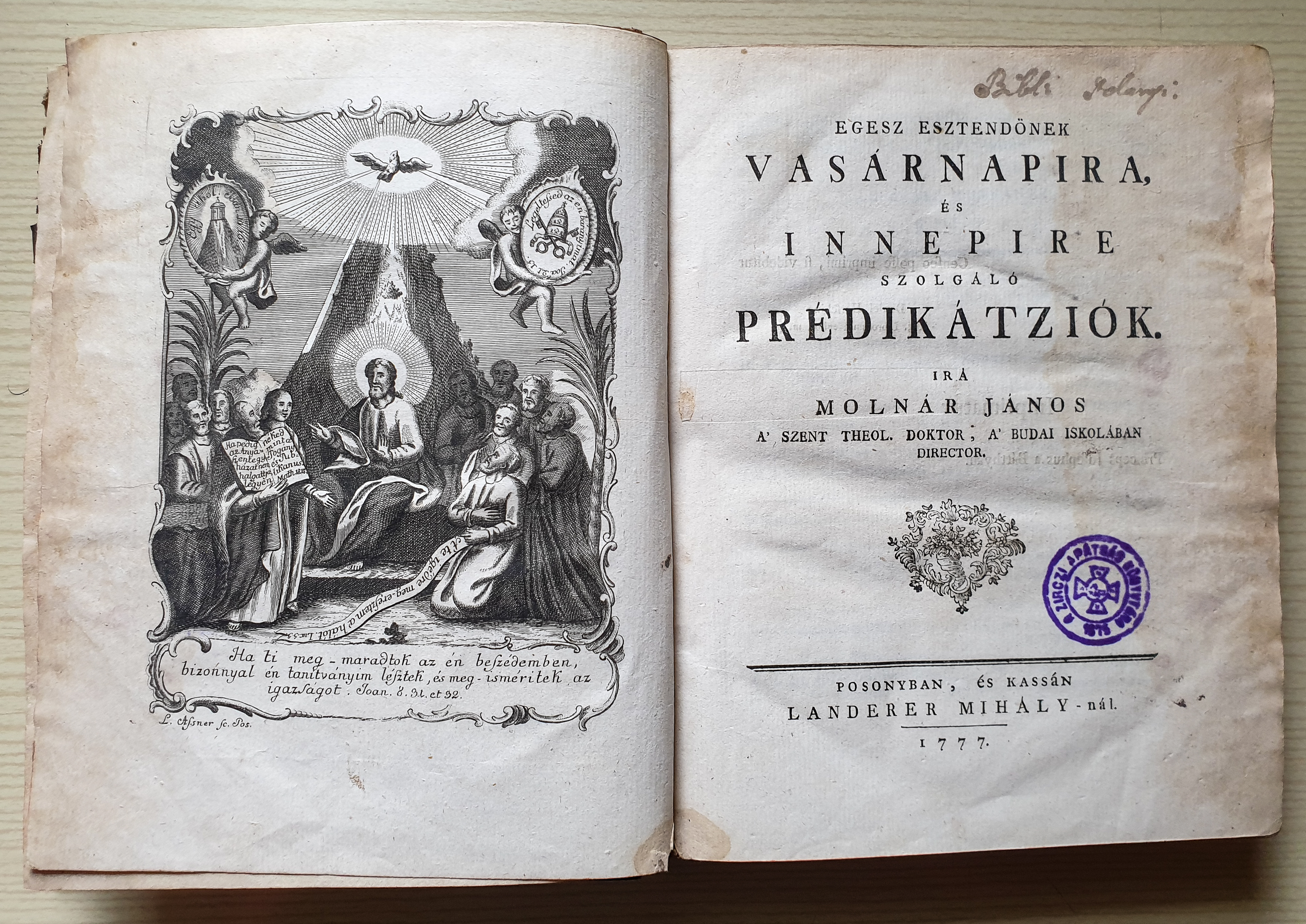
Vasárnapi prédikációk című kötetének címlapja, 1777

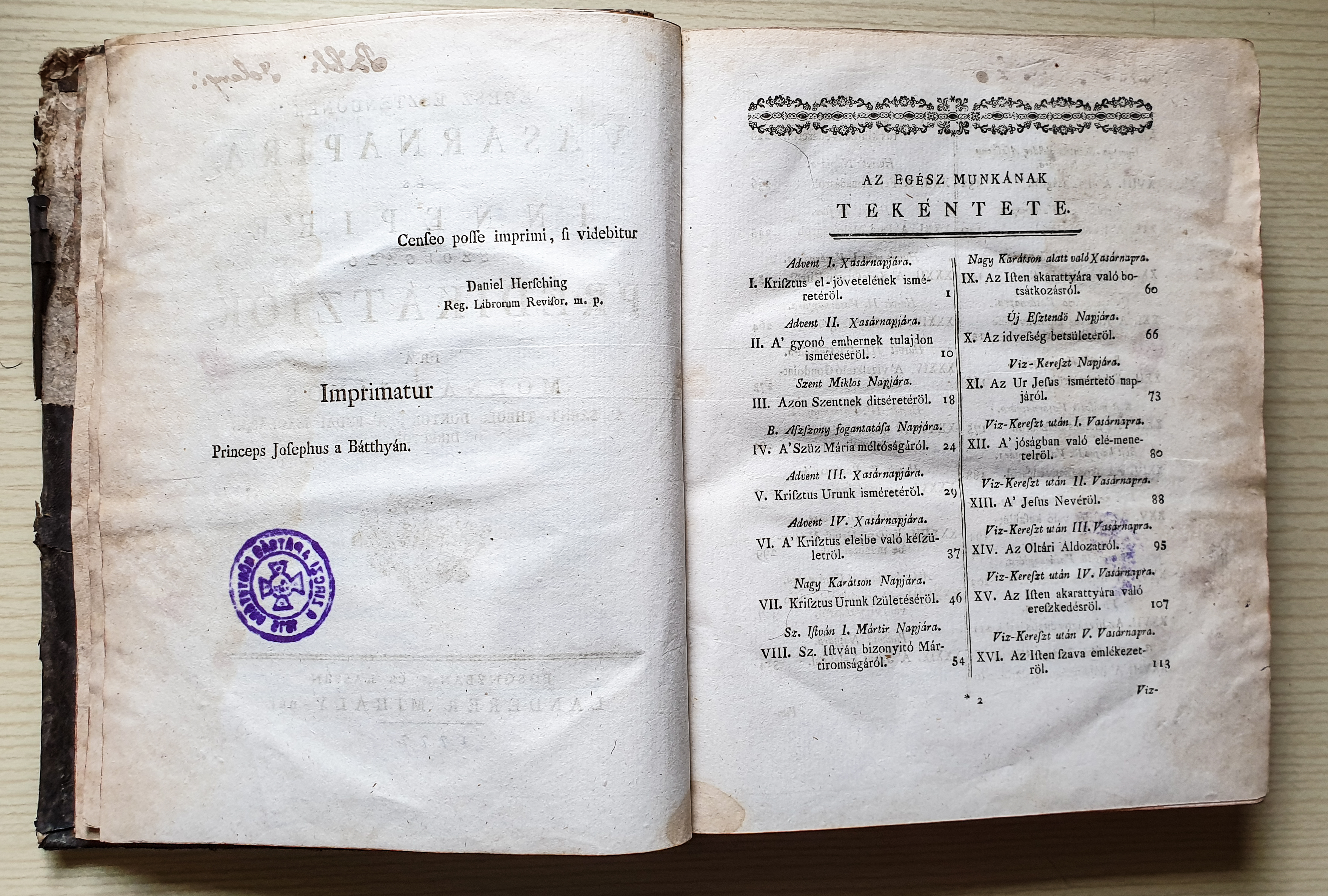
A kötet tartalomjegyzéke

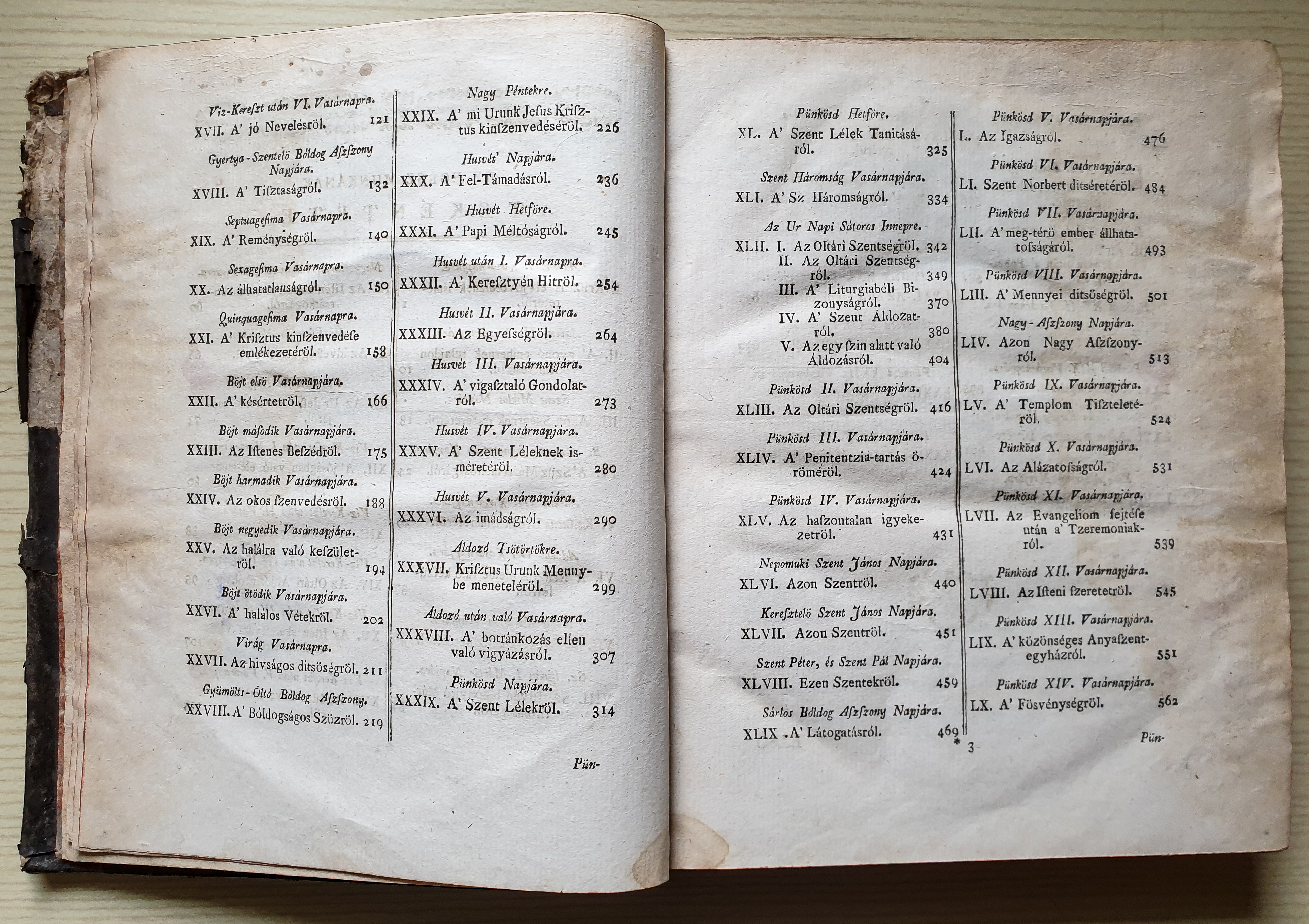
A kötet tartalomjegyzéke, folytatás

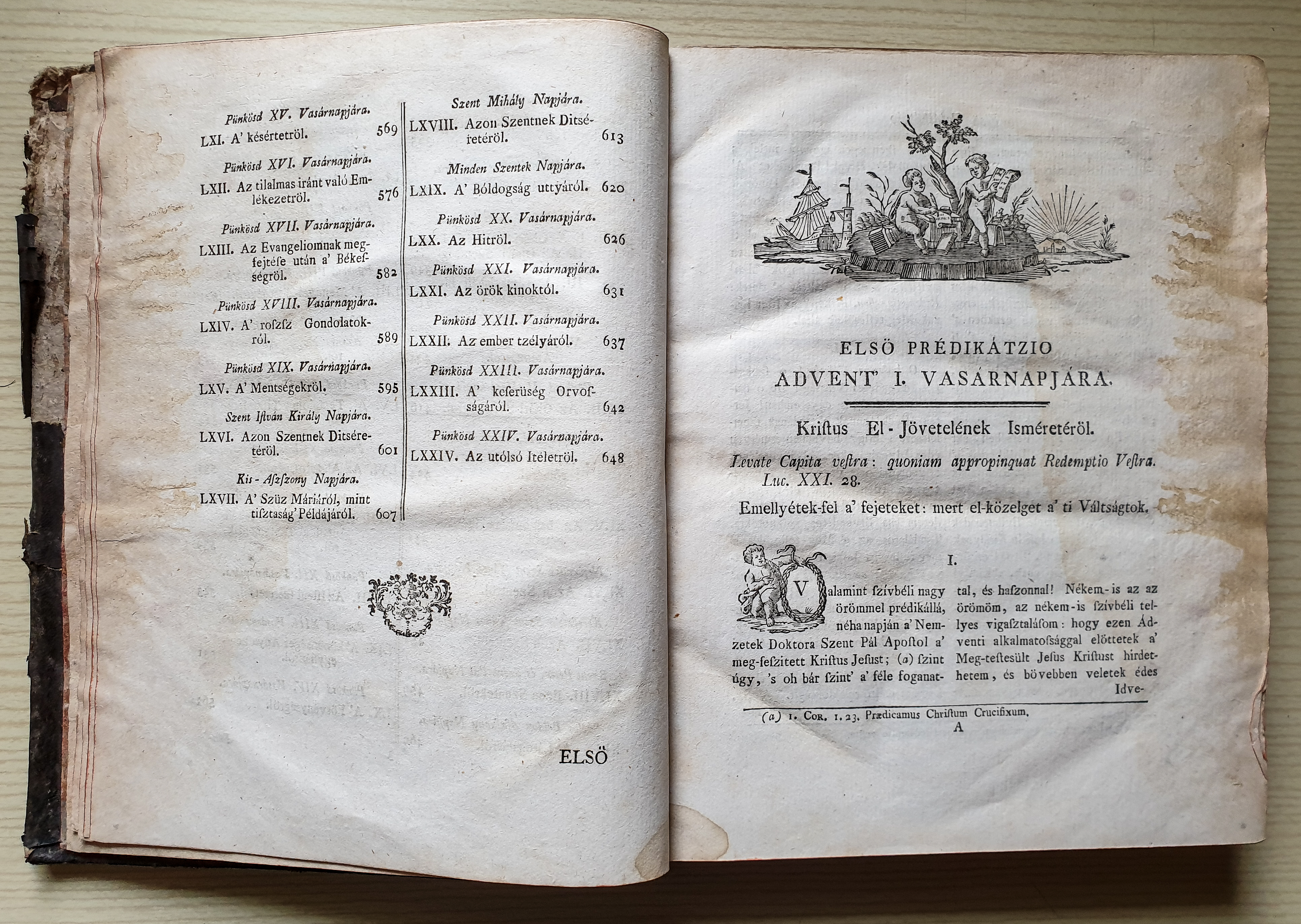
A kötet tartalomjegyzéke, vége, a szöveg kezdete

- A régi jeles épületekről kilencz könyvei. 11 rézm. táblával. Nagyszombat, 1760
- Az igaz penitentzia-tartó bűnösnek eleven példája, mellyet a penitencia-tartó Dávid királynak példája és az 50. zsoltár szerint minden meg-térő bűnösnek hasznára olasz nyelven előadott Diotallevi Sándor Jézus-társaságának szerzetes papja. Magyarra ford. … Nagyszombat, 1763
- A megtérő reformatus elmélkedéséről négy könyvei. Nagyszombat, 1763
- Concionum pro dominicis annus unus. Nagyszombat, 1767
- Az anya-szent-egyháznak történeti. Mellyeket a régi, és utóbbi írók válogatott nyomdoka-szerént egybe-szedett, és elé-adott. Nagyszombat, 1769, 1770, 1771 és 1788, négy kötet
- Urnapi prédikátzió, mellyel urunk 1769. eszt. pünkösd havának 25. napján a n. kolozsvári közép-öreg utczán tartott. Kolozsvár, 1769
- Az oltári szentségről és áldozatról a reformátusok paizsa ellen hármas könyv. Pozsony, 1775 (e mű kézirata, censurai példány. Győr, 1774, a budapesti egyetemi könyvtárban)
- Pásztor ember, avagy a pásztorok tanításáról két könyv. Pozsony. 1775 (Petrovszky Sándor főhadnagynak tanácsára és költségével neki ajánlva, néhány képpel)
- De ratione critica legendi libros modernii temporis sine iactvra religionis, et veritatis. Libri duo. Posonii & Cassoviae, 1776
- Petrovszky Sándor urhoz… tizenöt levelei. midőn őtet a jó nevelésről való irásra ösztönözné. Posonii & Cassoviae, 1776 (kézirata a budapesti egyetemi könyvtárban, 4rét 186 lap)
- Egész esztendőnek vasárnapira és innepire szolgáló predikátziók. Posonii & Cassoviae, 1777 (74 prédikáczió. Kézirata, censurai példány, a budapesti egyetemi könyvtárban)
- A természetiekről. Newton tanitványainak nyomdoka szerént hat könyv. Posonii & Cassoviae, 1777
- Az ó és új testamentomi szent historiának summája. Buda és Nagyszombat, 1777 (2. kiadás. Buda. 1778, 3. k. Buda, 1782, 6. k. Buda és Nagyszombat, 1793; Ujabb kiadásai. Buda, 1837 és 1841)
- Chrestomathia ex optimis linguae latinae authoribus concinnata in vsum gymnasiorum, et scholarum grammaticarum per regnum Hungariae et provincias eidem adnexas. Budae, 1778 (2. kiadás. Budae, 1778, 3. k. Budae, 1782)
- Orationes sacrae ad normam r. literarii instituti elaboratae et insertae monumentis inaugurationis regiae universitatis Budensis. Budae, 1780 (Kézirata a budapesti egyetemi könyvtárban 4rét 273 lap)
- Actvvm fidei, spei, et caritatis explicatio auctoritate… archi-episcopo Colocensis in vsvm eivsdem archidioecesis proposita. Pestini, 1780
- Zoologicon. Complexum historiam natvralem animalivm, monvmentis inavgvrationis Bvdensis institvtae e decreto, formvlisqve Mariae Theresiae… insertvm. Budae, 1780 (versekben)
- Phytologicon, complexum historiam naturalem vegetabilium. Budae, 1780 (versekben)
- Oryctologicon, complexum historiam naturalem mineralium. Budae, 1780 (versekben, a három munka gyűjtő-czíme: Physiologicon complexum historiae naturalis regna tria; mind a három munka kézirata, censurai példány, a budapesti egyetemi könyvtárban)
- Szent Ágoston hármas levele, mellyeket megmagyarázott és oktató fejtegetésekkel eléadott a római közönséges hitűeknek lelki vigasztalásokra. Pozsony, 1780
- Oratio funebris ad solennes exequias Mariae Theresiae, Romanorum imperatricis… a regia universitate Budensi celebratas die… Januarii anno 1781. dicta. Pozsony, 1781
- Magyar Könyv-Ház. Pozsony, 1783 (I-IV. szakasz), Pest, 1793-1804 (V-XXII. szakasz.) Ezen munkájában az általa olvasott, többnyire külföldi könyvek kivonatát irta le s a mint maga beszámolt: «Én a sokból keveset úgy igyekszem elé-méltatni, hogy a történetek, külső-belső tartománybeli népek, szokások, találmányok, mesterségek, a természet sokféle tulajdonaival… megismertessenek» (a hátralévő négy kötetre vagyonát hagyta; ezek azonban nem jelentek meg)
- Oratio funebris ad solennes exequias… dni Caroli de Salbeck, episcopi Scepvsiensis… in cathedrali ecclesia Scepvs. celebratas die jvlii 18. anno 1785. dicta. Leutschoviae
- Psalmorum juxta seriem divini officii explicatio. Cassoviae, 1786
- Concionum dogmaticarum, ac moralium dominicis totius anni congruentium synopsis. Plures eadem die sacras orationes repraesentans ea ratione, ut praeter thema epitome exordii, patriumque sermonis ceterarum proponatur, instructa verbi Dei, sanctorumque patrum sententiis. Cassoviae, 1787
- Responsorum adversus eas hujus temporis objectiones, quibus fidelium animi percelluntur. Cassoviae, 1789, két kötet
- Sacra solemnia. Exegeticis poematiis ad secund. mensas exc. ill. rev. dd. episcoporum Scepusiensium per illustres viros recitatio celebrata. Cassoviae, 1790
- Molnár Jánosnak bélakuti apáturnak, szepesi kanonoknak, a sz. Theologia doctorának, a sz. szék assessorának magyar és deák könyvei. Győr, 1792 (saját munkáit ismerteti)
- Predikátzió, mellyel főt… 1794. eszt. kis-asszony napján krasznahorkai vár templomában mondott, midőn ott főtiszt. ur Veszelai János rosnyai kanonok… papságának 50-ik esztendeje után szent miséjét megint elmondotta. Kassa, 1794
- A közönséges keresztény hitnek summája. Fohászkodó, és emlékeztető versekben. Pozsony, 1798
- Molnár Jánosnak Jesus Társasága szerzetes papjának a' régi jeles épületekről kilentz könyvei; hasonmás kiad.; Kossuth, Bp., 2012 (Amor librorum)

Még két kisebb munkáját említi ő maga: Szent Istvánnak Budára hozott jobb keze tiszteletére versek és Énekecskék (3 ének); de ezeknek nem adja könyvészeti leírását Szinnyei József a 19. század végén már nem ismerte. Az Ilias első énekét is fordította.
Levelei Benkő Józsefhez: Buda, 1782. ápr. 12, és 1783. aug. 26. (Erdélyi Prot. Közlöny 1873. 7., 8. sz.); Kazinczy Ferenczhez: Szepes 1787. aug. 7., nov. 14. és 1788. máj. 10. (Kazinczy Ferencz Levelezése I.).

## Kéziratos hagyatéka
Historiae Hungariae Synopsis; Analecta artium et scientiarum, quae in scholis grammaticis et institutis secundum regium institutum in Hungaria pertractantur. Tomus I.
A Magyar Nemzeti Múzeumban: Gespräche eines Christen und Juden von der Christlichen Religion, a XVIII. századból 4rét 103 lap (németre fordított munkája, censurai példány); a kalocsai főegyházi könyvtárban: Az egyházi történetekről XVII könyvek.
Névaláírása a Zsebkönyvben (1821. Mellékletén).